# Кахрамонський джамоат
Кахрамо́нський джамоат (тадж. Ҷамоат Қаҳрамон) — джамоат у складі району імені М. С. А. Хамадоні Хатлонської області Таджикистану.
Адміністративний центр — село Дараї-Калот.
Населення — 16797 осіб (2010; 16456 в 2009).
До складу джамоату входять 9 сіл:
| Населений пункт | Стара назва | Населення, осіб (2009) | Населення, осіб (2010) |
| --------------- | ----------- | ---------------------- | ---------------------- |
| Богі-Буз        | -           | 642                    | 723                    |
| Ґулістон        | Гулістан    | 1930                   | 1955                   |
| Дараї-Калот     | Дараїкалот  | 3811                   | 3850                   |
| Кахрамон        | Кахрамон    | 1025                   | 1038                   |
| Маргоб          | Маргоб      | 995                    | 1028                   |
| Пахтакор        | Пахтакор    | 950                    | 973                    |
| Пушкін          | Пушкін      | 4116                   | 4191                   |
| Садбарґхо       | Садбарго    | 1434                   | 1464                   |
| Таґі-Намак      | Тагінамак   | 1553                   | 1575                   |